# Des'ree
Des'ree, pseudonimo di Desirée Annette Weeks (Londra, 30 novembre 1968), è una cantante e compositrice britannica.
Ha raggiunto la notorietà internazionale nella seconda metà degli anni novanta con i suoi brani più noti, Life e You Gotta Be. Nello stesso periodo ha vinto diversi premi musicali, tra cui un BRIT Award nel 1999 come miglior artista solista femminile britannica e un Ivor Novello Awards nel 1995 per You Gotta Be nella categoria "Best Contemporary Song".

## Biografia

### Esordi
La sua passione per la musica le è stata trasmessa dai genitori, che le hanno fatto apprezzare la musica reggae, calypso e jazz. Des'ree ha poi deciso di avviare una carriera musicale dopo un viaggio di tre anni nelle Barbados compiuto insieme ai genitori quando aveva quattordici anni.
Nel 1992 ha pubblicato il suo primo album Mind Adventures, con l'etichetta discografica Epic, e i relativi singoli; nel 1993 ha duettato insieme a Terence Trent D'Arby nel brano Delicate, che riscosse un discreto successo.

### La popolarità:You Gotta BeeLife
La notorietà arriva nel 1994, con la sua seconda produzione I Ain't Movin' e in particolar modo con il singolo You Gotta Be. Uscito originariamente il 28 marzo 1994, il brano ottenne un notevole successo entrando in numerose classifiche europee e ricevendo ottime recensioni, arrivando al quinto posto della classifica Billboard Hot 100 statunitense. Nel Regno Unito, il singolo ottenne una doppia pubblicazione, la seconda delle quali avvenne nel 1995 e portò il singolo a ottenere la quattordicesima posizione in classifica dopo un iniziale piazzamento al ventesimo posto avvenuto l'anno prima. Grazie alla spinta del singolo, che ottenne un Ivor Novello Awards nel 1995 come "Best Contemporary Song", il suo secondo album fu accolto dalla critica in maniera più positiva rispetto al titolo d'esordio. Intraprese così un tour che la tenne occupata per tutto il 1995, esibendosi in diverse date con Seal, mentre l'anno successivo ha inciso la colonna sonora del film Romeo + Giulietta di William Shakespeare, Kissing You. Nello stesso anno ottenne anche una candidatura a un BRIT Award alla miglior artista solista femminile britannica, premio assegnato a Eddi Reader.
Nel 1998 fu pubblicato il singolo Life, che superò la popolarità del precedente You Gotta Be raggiungendo altissimi risultati di vendita e ottenendo stavolta un maggior successo nei paesi europei in particolar modo durante la stagione estiva, raggiungendo la vetta delle classifiche di Austria, Italia e Paesi Bassi oltre a entrare in top ten in Svizzera, Germania, Francia, Belgio, Svezia, Norvegia, Australia e Regno Unito. Fu inferiore invece il riscontro negli Stati Uniti d'America. A seguito del successo del brano, l'artista vince un BRIT Award come miglior artista solista femminile britannica nel 1999, un World Music Award e un BMI Pop Award, oltre a una candidatura a un Ivor Novello Award nella categoria "The International Hit of the Year" e una ai BRIT Awards 1999 come "British Single of the Year". Il brano spinse la promozione del terzo album in studio Supernatural, che ottenne altrettanto buoni risultati di vendita in diversi paesi e uscito nei diversi mercati con etichette differenti: Epic, Sony Soho Music e 550 Music.
La popolarità ottenuta dall'artista portò a una nuova pubblicazione del primo successo, You Gotta Be, che aveva ottenuto consensi limitati in alcuni paesi. Spinto anche dall'utilizzo del brano in uno spot pubblicitario della Ford Focus trasmesso in varie nazioni, il nuovo singolo, pubblicato con un nuovo mix, raggiunse la decima posizione in Regno Unito migliorando il risultato delle pubblicazioni originali. La nuova versione del brano fu inserita nella lista tracce di Supernatural.
Nello stesso periodo, la cantante italiana Giorgia ha inciso per l'album Girasole il brano Se ci sei, la cui musica è stata composta dall'artista britannica.

### Carriera successiva
Dopo i consensi ottenuti nella seconda parte degli anni novanta, la popolarità dell'artista iniziò a tramontare. Dopo la pubblicazione di una raccolta intitolata Endangered Species (The Best of Des'ree) uscita nel 2000 per cavalcare il successo ottenuto negli ultimi anni, rimase inattiva discograficamente fino al 2003 con l'uscita del quarto album in studio Dream Soldier, che tuttavia si rivelò un insuccesso di vendite e di critica. Questo portò a un arresto nella sua carriera musicale, interrotto solo nel 2008 quando, per un evento di beneficenza, ha interpretato unan nuova versione di You Gotta Be con oltre mezzo milione di bambini alla O2 Arena.
Nel 2019, a distanza di sedici anni dal suo ultimo progetto discografico, è ritornata sulle scene nel 2019 con l'album A Love Story, pubblicata con la sua etichetta discografica, la Stargazer Records.

## Stile e influenze
Interprete di genere adult contemporary e R&B, è stata accostata anche a generi come il folk, il jazz, il blues e il funk pop. La critica ha ritrovato nella sua produzione influenze di artisti come Carole King, Lionel Richie, Joni Mitchell, Sting e Kenny G.

## Discografia

### Album in studio
- 1992 - Mind Adventures (Epic)
- 1994 - I Ain't Movin' (Epic)
- 1998 - Supernatural (Sony Soho/550 Music/Epic)
- 2003 - Dream Soldier (Sony Soho/550 Music/Epic)
- 2019 - A Love Story (Stargazer Records)

### Raccolte
- 2000 - Endangered Species (The Best of Des'ree)  (Sony Soho/550 Music/Epic)

### Singoli
- 1991 - Feel So High
- 1992 - Mind Adventures
- 1992 - Why Should I Love You
- 1993 - Delicate (con Terence Trent D'Arby)
- 1994 - You Gotta Be
- 1994 - I Ain't Movin
- 1994 - Little Child
- 1997 - Kissing You
- 1998 - Fire (con Babyface)
- 1998 - Life
- 1998 - What's Your Sign?
- 1998 - Best Days (solo mercato ispanico)
- 1998 - God Only Knows (solo Giappone)
- 1999 - You Gotta Be (1999 Mix)
- 2003 - It's Okay
- 2003 - Why?

## Premi e riconoscimenti
- BRIT Award
  - 1999 - "BRIT Award alla miglior artista solista femminile britannica"[3]
- Ivor Novello Awards
  - 1995 - "Best Contemporary Song" per You Gotta Be[4]
- RSH Gold Awards
  - 1999 - come "Catchy Tune of 1998"[28]
- World Music Awards
  - 1999 - come "World's Best Selling British Artist"[16]
- BMI Pop Award
  - 1996 - "Award-Winning Song" per You Gotta Be[17]

Candidature
- BRIT Award
  - 1996 - "BRIT Award alla miglior artista solista femminile britannica"[13]
  - 1999 - "British Single of the Year" per Life[19]
- Ivor Novello Awards
  - 1999 - "The International Hit of the Year per Life[18]
- MTV Video Music Awards
  - 1995 - "Best New Artist" con You Gotta Be[29]
  - 1995 - "Best Female Video" con You Gotta Be[29]
- Billboard Music Award
  - 1995 - "Adult Contemporary Single of the Year" per You Gotta Be[30]